# Црква Светог Јосипа Радника
Црква Светог Јосипа Радника је римокатоличка црква под јурисдикцијом Београдске надбискупије. Налази се на адреси Прибојска 23, Општина Палилула. Ово је најмлађа католичка жупа у Београду. Жупа је основана 1972. године, а данашња црква саграђена 1991.

## Историја
Намера да се оснује жупа сагради црква Свети Јосип радник јавила се још 1942. године, у време када је београдски надбискуп био Јосип Ујчић. На старој Карабурми било је већ спремно земљиште и део грађевинског материјала. Нову жупу требало је својевремено да преузму лазаристи, али одлучили су се за Баново брдо. Други светски рат спречио је градњу саме цркве и оснивање жупе, а непосредно после рата није било могуће остварити ту замисао. Прикупљени материјал је разнесен, а земљиште национализовано и на њему је изграђена самопослуга.
Године 1964. управљање Београдском надбискупијом преузео је Габријел Букатко. Он је по сваку цену хтео да оствари жељу свог претходника. Како је добро познавао салезијанце, одлучио се да њих замоли за оснивање нове жупе на тој територији. Због тога што је већина становника припадала радничкој класи, било је одлучено да заштитник нове жупе буде Свети Јосип Радник, који се слави 1. маја. На старој Карабурми је пронађена мања кућа на продају, на адреси Симе Шолаје 39. Кућа је купљена и преуређена у прву јавну капелу. Прва миса у њој служена је 22. јуна 1965. године. Бригу за капелу преузеле су словеначке сестре усмиљенке.
Неколико година касније, 7. септембра 1967. отворена је нова капела у Прибојској 23, где се данас налази црква. Капелу је благословио надбискуп Габријел Букатко. За првог жупника именован је тадашњи жупник из жупе Криста Краља Херман Хабич, салезијанац. Он се преселио на Карабурму и настојао да сагради нову цркву, али му то није успело до 1986, до када је био  жупник на Карабурми. Успео је једино да подигне дворану будуће цркве. Ни његов наследник, жупник Антун Хорват, није успео у томе јер је Месна заједница била одлучно против градње цркве.
Године 1989. започиње градњу нове цркве нови жупник, словеначки салезијанац Цирил Заајец над двораном која је до тада служила као капела. Црква је отворена 1. маја 1991. године. Свечано ју је благословио тадашњи београдски надбискуп Франц Перко. Црква је првобитно била без звоника. Он је сазидан неколико година касније.

## Изглед цркве
Црквица Светог Јосипа Радника није велика, али је лепа, па је неки чак називају и „лепотицом Београда”. Сваке среде у њој се одржавају побожности у част Светом Јосипу. Поготово 1. маја, када је црквена слава. Испред цркве се пружа поглед на Дунав.